# 大谷英雄
大谷 英雄（おおたに ひでお、1955年（昭和30年） - ）は、日本の安全工学者、社会システム工学者。横浜国立大学名誉教授。

## 経歴
東京大学工学部反応化学科を経て、1983年（昭和58年）同大学工学系研究科反応化学博士課程を修了する。石川島播磨重工業に入社し、同社技術研究所研究員、通商産業省工業技術院化学技術研究所研究員を経て、1989年（昭和64年）横浜国立大学工学部物質工学科講師となる。ついで同大助教授を経て、2005年（平成17年）教授となった。
2021年（令和3年）同大名誉教授となり、放送大学神奈川学習センター客員教授となった。

## 著作

### 共編著
- 上原陽一・小川輝繁 監修『防火・防爆対策技術ハンドブック』テクノシステム、2004年。